# Henri Aubry
Pour les articles homonymes, voir Henri Aubry (cyclisme) et Aubry.
Henri Aubry « Avricourt », « Thomas », né le 3 mars 1914 à Longwy (Meurthe-et-Moselle) et mort le 10 novembre 1970 à Asnières-sur-Seine (Hauts-de-Seine), est un résistant français, dirigeant du mouvement Combat.

## Biographie
Ancien élève de l'École supérieure de journalisme de Lille (6e promotion), lieutenant d'infanterie coloniale, il est en congé d'armistice depuis octobre 1940. Ayant rejoint sa famille à Morlaix, il milite dans un groupe de résistants de Rennes. Dans l'intention de passer en Grande-Bretagne, il gagne Marseille où il rencontre Maurice Chevance qui le convainc de se joindre au petit Mouvement de Libération Nationale d'Henri Frenay et Berty Albrecht.
Le lieutenant participe au développement du MLN en zone Sud : adjoint de Chevance, chef militaire de la région R2 (Marseille), aux côtés de Jacques Baumel, puis inspecteur de l'Armée Secrète, enfin chef de cabinet de Charles Delestraint, dont il est responsable de l’arrestation par négligence comme l’a démontré Francois-Yves GUILLIN dans sa thèse de doctorat d’histoire (1992). 
Le 21 juin 1943, à Caluire-et-Cuire, Aubry est arrêté, par l'équipe de Klaus Barbie, dans la maison du Dr Frédéric Dugoujon, en compagnie de Jean Moulin, Raymond Aubrac, André Lassagne, René Hardy, Albert Lacaze, Emile Schwarzfeld et Bruno Larat. Hardy et Aubrac s'évadent. Le colonel Schwarzfeld et le capitaine Larat meurent au camp. André Lassagne revient de déportation.
Emprisonné à Lyon, Aubry est roué de coups et soumis à plusieurs simulacres d'exécution. Transféré à Paris, il est libéré le 12 décembre 1943. Le colonel Lacaze et le Dr Dugoujon sont libérés le 17 janvier 1944. Daniel Cordier affirme dans ses mémoires Rétro-chaos ceci : « Aubry
que les Allemands prenaient pour « Max », céda sous la torture et désigna Moulin ».
À la Libération, Aubry entre comme directeur au ministère des Prisonniers, Déportés et Réfugiés d'Henri Frenay. En 1947 et 1954, il est témoin aux procès Hardy. Mis en cause par les mémoires de Baumel et de Bourdet, il est défendu par son ancien patron, Chevance.

## Décorations
- Médaille de la Résistance française avec rosette (3 aout 1946)[2]